# Митякино (Волгоградская область)
Митякино — село в Руднянском районе Волгоградской области, в составе Руднянского городского поселения.
Население — 39 (2010).

## История
Предположительно основано в середине XVIII века. Первые поселенцы — великороссы. В 1770 году построена первая церковь (в 1787 году взамен неё построена церковь во имя Казанской Божией Матери). До освобождения крестьяне принадлежали графине Гурьевой. Земельный надел составлял 1602 десятины удобной и 98 и 1/5 десятин неудобной земли. Село относилось к Руднянской волости Камышинского уезда Саратовской губернии. В селе имелась школа грамотности.
С 1928 года — в составе Руднянского района Камышинского округа (округ упразднён в 1930 году) Нижне-Волжского края (с 1935 года Сталинградского края, с 1936 года — Сталинградской области, с 1961 года — Волгоградской области). Решением исполкома Волгоградского облсовета народных депутатов от 24 октября 1979 года № 26/787 «Об изменении в административно-территориальном делении Руднянского и Киквидзинского районов» в целях усиления влияния Руднянского поселкового совета на хозяйственную деятельность совхоза «Руднянский» был упразднен Митякинский сельсовет, сёла Митякино и Терсинка переданы в административное подчинение Руднянского поселкового совета.

## Физико-географическая характеристика
Село находится в лесостепи, примерно в 2,5 км от правого берега реки Медведицы, на равнине, в 1 км от восточных отрогов возвышенности Медведицкие яры, на высоте около 105 метров над уровнем моря. В окрестностях — пойменные леса. В 0,6 км к югу от села расположено озеро Свербеево, в 1,2 км к юго-западу озеро Ильмень, по сведениям А. Н. Минха село рапсолагалось при озере Митякино. Почвы — чернозёмы южные, в пойме Медведицы — пойменные слабокислые и нейтральные.
Расстояние до областного центра города Волгограда составляет 300 км, до районного центра посёлка Рудня — 22 км. Ближайший населённый пункт село Берёзовка расположено примерно в 4 км по прямой к юго-западу от Митякина.
Часовой пояс
Митякино, как и вся Волгоградская область, находится в часовой зоне МСК (московское время). Смещение применяемого времени относительно UTC составляет +3:00.

## Население
Динамика численности населения
| 1860 | 1886 | 1891 | 1894 | 1897 | 1911 | 1987 | 2010 | 2002 |
| ---- | ---- | ---- | ---- | ---- | ---- | ---- | ---- | ---- |
| 742  | 858  | 876  | 894  | 892  | 983  | ≈70  | 39   | 35   |

## Известные уроженцы
Лопухин, Александр Павлович (1852—1904) — русский православный богослов, переводчик, библеист.
 Кузнецов, Константин Гаврилович (25 декабря 1912 года — 27 ноября 1999 года) — участник советско-финской и Великой Отечественной войны, командир 99-го гвардейского стрелкового полка 31-й гвардейской Витебской стрелковой дивизии 11-й гвардейской армии 3-го Белорусского фронта, гвардии полковник, Герой Советского Союза.
Иванов, Михаил Терентьевич (8 ноября 1911 года — 7 июля 1983 года) — участник Великой Отечественной войны, командир 753-го стрелкового полка 192-й стрелковой дивизии, полковник. После войны с 1952 года проходил службу в Прибалтийском военном округе (ПрибВО). С 1964 года в должности начальника штаба ПрибВО, в звании генерал-лейтенант (с мая 1966 года). Уволен в запас в 1972 году.
Иванов Александр Терентьевич (28 августа 1903 г. — 22 мая 1938 г.) — Секретарь Саратовского облисполкома, член Саратовского обкома ВКП(б). Был репрессирован, как участник антисоветской право-троцкистской террористической организации. Приговорен к расстрелу. Полностью реабилитирован в 1956 году.